# Olympische Sommerspiele 1952/Radsport – Mannschaftsverfolgung Bahn (Männer)
Die 4000-m-Mannschaftsverfolgung im Bahnradsport der Männer bei den Olympischen Sommerspielen 1952 in Helsinki wurde am 28. und 29. Juli im Helsingin Velodromi ausgetragen.

## Ergebnisse

### Qualifikation
| Rang | Nation                | Athleten                                                                         | Zeit       |
| ---- | --------------------- | -------------------------------------------------------------------------------- | ---------- |
| 1    | Italien               | Marino Morettini, Guido Messina, Mino De Rossi, Loris Campana                    | 4:49,8 min |
| 2    | Großbritannien        | Ronald Stretton, Alan Newton, George Newberry, Don Burgess                       | 4:50,6 min |
| 3    | Frankreich            | Henri Andrieux, Pierre Michel, Jean-Marie Joubert, Claude Brugerolles            | 4:52,4 min |
| 4    | Südafrikanische Union | Tommy Shardelow, Jimmy Swift, Robert Fowler, George Estman                       | 4:53,8 min |
| 5    | Belgien               | Gabriel Glorieux, José Pauwels, Robert Raymond, Paul Depaepe                     | 4:54,0 min |
| 6    | Dänemark              | Knud Andersen, Preben Lundgren Kristensen, Henning Robert Larsen, Bent Jørgensen | 4:54,1 min |
| 7    | Niederlande           | Jan Plantaz, Adri Voorting, Daan de Groot, Jules Maenen                          | 4:54,5 min |
| 8    | Schweiz               | Hans Pfenninger, Heinrich Müller, Max Wirth, Oskar von Büren                     | 4:55,0 min |
| 9    | Argentinien           | Pedro Salas, Óscar Pezoa, Óscar Giacché, Rodolfo Caccavo                         | 4:55,2 min |
| 10   | Ungarn                | Imre Furmen, István Lang, István Schillerwein, István Pásztor                    | 4:55,5 min |
| 11   | Schweden              | Owe Nordqvist, Stig Andersson, Bengt Fröbom, Arne Johansson                      | 4:58,2 min |
| 12   | Uruguay               | Luis Ángel de los Santos, Luis Serra, Atilio François Baldi, Juan Ramon de Armas | 4:58,9 min |
| 13   | Österreich            | Kurt Nemetz, Arthur Mannsbarth, Franz Wimmer, Walter Bortel                      | 4:59,6 min |
| 14   | Sowjetunion           | Wiktor Meschkow, Wassili Fedin, Nikolai Matwejew, Walentin Michailow             | 5:00,1 min |
| 15   | Finnland              | Paul Nyman, Urho Sirén, Aimo Jokinen, Nils Henriksson                            | 5:03,2 min |
| 16   | Bulgarien             | Miltscho Russew, Ilija Weltschew, Bojan Kozew, Dimitar Bobzew                    | 5:08,2 min |
| 17   | Australien            | Jim Nevin, Ken Caves, Peter Nelson, Peter Pryor                                  | 5:11,1 min |
| 18   | Vereinigte Staaten    | Steve Hromjak, James Lauf, Thomas Montemage, Donald Sheldon                      | 5:11,6 min |
| 19   | Japan                 | Kihei Tomioka, Tadashi Katō, Tamotsu Chikanari, Masazumi Tajima                  | 5:13,4 min |
| 20   | Venezuela             | Luis Toro, Danilo Heredia, Andoni Ituarte, Ramón Echegaray                       | 5:16,2 min |
| 21   | Guatemala             | Armando Castillo, Fernando Marroquín, Carlos Sandoval, Juan Montoya              | 5:38,0 min |
| 22   | Indien                | Netai Bysack, Suprovat Chakravarty, Raj Kumar Mehra, Tarit Kumar Sett            | 6:06,1 min |

### Viertelfinale

#### Viertelfinale 1
| Rang | Nation  | Athleten                                                   | Zeit       |
| ---- | ------- | ---------------------------------------------------------- | ---------- |
| 1    | Italien | Marino Morettini Guido Messina Mino De Rossi Loris Campana | 4:50,7 min |
| 2    | Schweiz | Hans Pfenninger Heinrich Müller Max Wirth Oskar von Büren  | 5:06,2 min |

#### Viertelfinale 2
| Rang | Nation         | Athleten                                                | Zeit       |
| ---- | -------------- | ------------------------------------------------------- | ---------- |
| 1    | Großbritannien | Ronald Stretton Alan Newton George Newberry Don Burgess | 4.52,2 min |
| 2    | Niederlande    | Jan Plantaz Adri Voorting Daan de Groot Jules Maenen    | 4:57,8 min |

#### Viertelfinale 3
| Rang | Nation     | Athleten                                                            | Zeit       |
| ---- | ---------- | ------------------------------------------------------------------- | ---------- |
| 1    | Frankreich | Henri Andrieux Pierre Michel Jean-Marie Joubert Claude Brugerolles  | 4:54,7 min |
| 2    | Dänemark   | Knud Andersen Preben Lundgren Kristensen Jean Hansen Bent Jørgensen | 4:58,4 min |

#### Viertelfinale 4
| Rang | Nation                | Athleten                                                  | Zeit       |
| ---- | --------------------- | --------------------------------------------------------- | ---------- |
| 1    | Südafrikanische Union | Tommy Shardelow Jimmy Swift Robert Fowler George Estman   | 4:50,6 min |
| 2    | Belgien               | Gabriel Glorieux José Pauwels Robert Raymond Paul Depaepe | 4:51,7 min |

### Halbfinale

#### Halbfinale 1
| Rang | Nation         | Athleten                                                   | Zeit       |
| ---- | -------------- | ---------------------------------------------------------- | ---------- |
| 1    | Italien        | Marino Morettini Guido Messina Mino De Rossi Loris Campana | 4:45,7 min |
| 2    | Großbritannien | Ronald Stretton Alan Newton George Newberry Don Burgess    | 4:49,4 min |

#### Halbfinale 2
| Rang | Nation                | Athleten                                                           | Zeit       |
| ---- | --------------------- | ------------------------------------------------------------------ | ---------- |
| 1    | Südafrikanische Union | Tommy Shardelow Jimmy Swift Robert Fowler George Estman            | 4:41,2 min |
| 2    | Frankreich            | Henri Andrieux Pierre Michel Jean-Marie Joubert Claude Brugerolles | DNF        |

### Finalrunde

#### Duell um Bronze
| Rang | Nation         | Athleten                                                           | Zeit       |
| ---- | -------------- | ------------------------------------------------------------------ | ---------- |
| 3    | Großbritannien | Ronald Stretton Alan Newton George Newberry Don Burgess            | 4:51,5 min |
| 4    | Frankreich     | Henri Andrieux Pierre Michel Jean-Marie Joubert Claude Brugerolles | 4:51,9 min |

#### Finale
| Rang | Nation                | Athleten                                                   | Zeit       |
| ---- | --------------------- | ---------------------------------------------------------- | ---------- |
| 1    | Italien               | Marino Morettini Guido Messina Mino De Rossi Loris Campana | 4:46,1 min |
| 2    | Südafrikanische Union | Tommy Shardelow Jimmy Swift Robert Fowler George Estman    | 4:53,6 min |

## Weblink
- Ergebnisse in der Datenbank von Olympedia.org (englisch)